# Futog
Futog (v srbské cyrilici Футог, maďarsky Futak, německy Futok) je sídlo městského typu v centrální části srbské Vojvodiny (Bačka), západně od Nového Sadu a Zrenjaninu. Nachází se na břehu řeky Dunaje. Původně historická samostatná obec se v moderní době stala předměstím metropole Vojvodiny, Nového Sadu. Tvoří ji především nízké domy typické pro danou oblast.

## Historie
Již v 16. století se zde rozšířilo pěstování zelí.
V roce 1707 byla založena první škola ve Futogu.
Do původně srbské obce přišli v roce 1774 v souvislosti s kolonizací Dolních Uher také Němci. Od té doby začal počet obyvatel Futogu růst a byly budovány nové školy. Futog se dělil na dvě části; Starý Futog, který měl smíšené srbsko-německé obyvatelstvo a Nový Futog, který byl většinově německý. Mezi další národnostní menšiny přítomné patřili také Maďaři a Slováci. Němci ve městě žili až do roku 1945 kdy bylo spolu s veškerými Němci z Vojvodiny vysídleno. Na jejich místo naopak přišli především Srbové z oblastí Hercegoviny, Liky a Sremu.
Po druhé světové válce se počet obyvatel obce téměř ztrojnásobil, a to především z důvodu blízkosti Nového Sadu, který má zhruba čtvrt milionu obyvatel. S vojvodinskou metropolí je dnes Futog spojen jak železniční tratí, tak i řadou linek městské dopravy. V současné době je propojen rovněž i intravilán obou sídel.
V 21. století zde bylo budováno nové sídliště pro bývalé uprchlíky, kteří se sem přestěhovali po válkách v 90. letech 20. století.

## Obyvatelstvo
V roce 2011 zde žilo 18 641 obyvatel. Administrativně je součástí okruhu Jižní Bačka. De facto se jedná o předměstí Nového Sadu, metropole Vojvodiny. Jižně od Futogu protéká Dunaj. Obyvatelstvo obce je převážně srbské národnosti.

## Kultura
Ve městě se nachází barokní pravoslavný chrám Sveti Vrači Kozma i Damjan z roku 1776 a novogotický katolický chrám Nejsvětějšího srdce Ježíšova z roku 1906. Druhý uvedený představuje významný orientační symbol i dominantu města.

## Ekonomika
Průmyslová oblast se nachází severně od Futogu, v blízkosti místního nádraží. Historicky se zde vyráběly v různých závodech součástky do motorů dopravních prostředků, dále potom ostnatý drát nebo krmivo pro dobytek.

## Školství
Ve Futogu se nachází dvě základní školy; jedna nese jméno Desanky Maksimović a druhá Miroslava Antiće.